# 30-та піхотна дивізія (США)
30-та піхо́тна диві́зія а́рмії США (англ. 30th Infantry Division (United States) — військове з'єднання, піхотна дивізія армії США. Дивізія брала участь у боях Першої та Другої світових війн. Входила до складу Національної Гвардії Армії США.
У 1974 переформована на 30-ту важку бригадну бойову групу.